# داوود محمدی (نماینده قزوین)
داود محمدی (زادهٔ ۱۴ آبان ماه ۱۳۴۲ در قزوین) سیاستمدار ایرانی و دادستان دیوان محاسبات کشور از مرداد ۱۴۰۳ است. وی  نماینده دوره‌های نهم و دهم مجلس شورای اسلامی از حوزه انتخابیه قزوین، آبیک و البرز در استان قزوین بوده‌است.
وی در دوره دهم مجلس شورای اسلامی، برای چهار سال متوالی به عنوان رئیس کمیسیون اصل ۹۰ مجلس شورای اسلامی در صحن علنی مجلس از طرف نمایندگان انتخاب شد.

## زندگی‌نامه
داود محمدی در ۱۴ آبان ماه ۱۳۴۲ در شهر قزوین به دنیا آمد و دوران راهنمایی و دبیرستان خود را در این شهر گذراند. در اوایل سال ۶۲ در رشته علوم قضائی پذیرفته شده و در سال ۶۵ با اخذ مدرک تحصیلی لیسانس به خدمت سربازی رفت. در سال ۶۹ در مقطع کارشناسی ارشد در رشته حقوق جزاء و جرم‌شناسی پذیرفته شده و در سال ۷۳ از دانشگاه آزاد اسلامی واحد تهران شمال فارغ‌التحصیل گردید.
وی در سال ۷۵ به‌عنوان رئیس دادگاه‌های انقلاب اسلامی استان زنجان مشغول فعالیت شده.
داود محمدی علاوه بر فعالیت قضایی از سال ۷۳ تا ۹۱ به مدت ۱۸ سال بعنوان مدرس در دانشگاه‌های آزاد اسلامی قزوین، زنجان و ابهر، دانشگاه پیام نور بوئین زهرا، ابهر و قزوین، مؤسسه آموزش عالی کار استان قزوین و مؤسسه آموزش عالی علامه قزوینی به تدریس دروس حقوقی و جزایی، جامعه‌شناسی، ورزش و ادبیات و تاریخ اسلام پرداخت.
وی همچنین از سال ۱۳۶۶ تاکنون بعنوان رئیس هیئت تنیس روی میز استان قزوین فعالیت نموده و علاوه بر آن فعالیت ورزشی خود را به عنوان رئیس کمیته انضباطی و رئیس کمیته امور استانها و عضو کمیته مربیان و آموزش فدراسیون تنیس روی میز کشور و عضو هیئت رئیسه در هیاتهای مختلف ورزشی به ویژه کشتی و سوارکاری و فوتبال دنبال کرده‌است.

## مجلس شورای اسلامی
داود محمدی در انتخابات دوره هفتم مجلس شورای اسلامی به دور دوم راه یافت و در دور دوم انتخابات در رقابت با سید جعفر شهاب‌زاده نماینده اصولگرایان قزوین توانست پیروز این انتخابات شود اما این انتخابات از سوی شورای نگهبان باطل گردید.
داود محمدی در سال ۱۳۹۰ و در انتخابات نهمین دوره مجلس شورای اسلامی موفق شد با کسب ۱۴۵ هزار و ۶۳۲ رأی به عنوان نماینده اول مردم قزوین، البرز و آبیک راهی مجلس شورای اسلامی شود. او در سال ۱۳۹۴ و در انتخابات دهمین دوره مجلس شورای اسلامی با کسب ۱۰۸ هزار و ۸۵۴ رأی، مجدداً به عنوان نفر اول راهی مجلس شورای اسلامی شد.